# Drúza

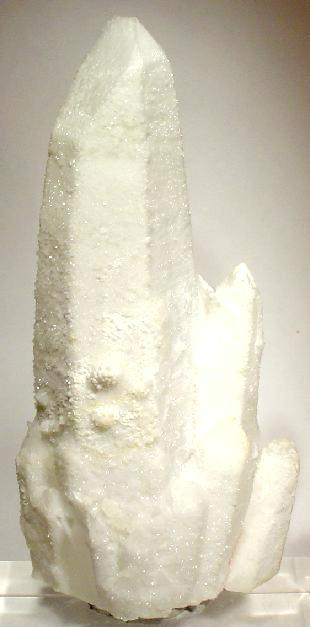
Srostlice krystalů křemene, doly Idarado, Telluride, stát Colorado, USA

Termínem drúza je v mineralogii  označována skupina krystalů narostlých na společné podložce. Větší shluky nepravidelně narostlých krystalů jsou charakterizovány jako krystalické agregáty. Dutina v hornině, zčásti nebo zcela vyplněná minerály, se nazývá geoda.

## Charakteristika a výskyt
Drúza je srostlice krystalů na společném podkladu, vyrůstající z této podložky do volného prostoru. Jednotlivé krystaly, k jejichž srůstu postupně došlo, jsou uspořádány bez jakékoli vzájemné souvislosti a zákonitosti, což je dokladem, že původní zárodky těchto krystalů vznikaly na podložce (jednotlivě či ve skupinkách) zcela nahodile.
Drúzy krystalů se vyskytují uvnitř geod, dále je lze nalézt na stěnách otevřených puklin v hornině, v dutinách (kavernách) uvnitř rudních ložisek a v křemenných žílách. Výskyt drúz je charakteristický pro krystaly křemene a jeho odrůdy (např. křišťál, ametyst, citrín), dále pro celestin, kalcit, baryt a řadu dalších minerálů.

## Ukázky různých drúz

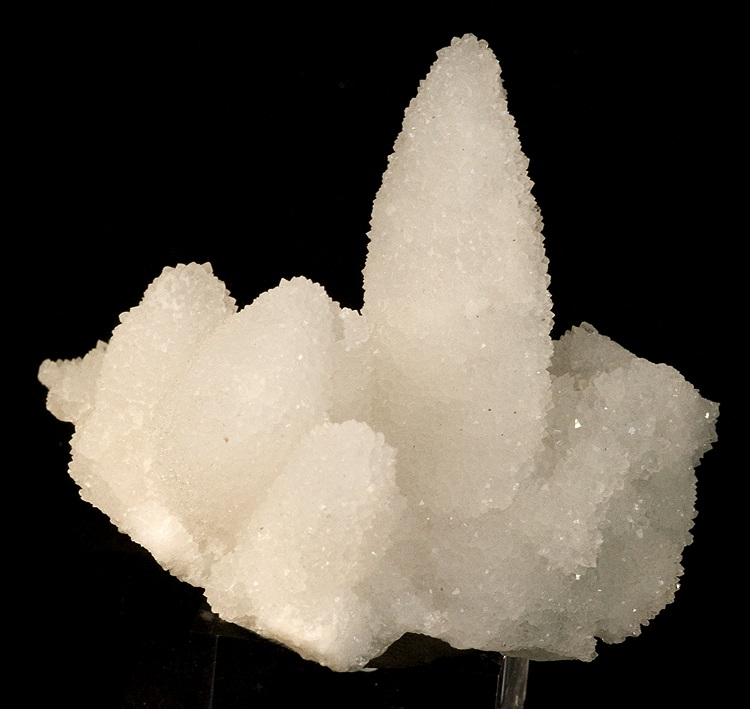
Drúza křemene s kalcitem a fluoritem, pyritové doly Šangbao, provincie Chu-nan, Čínská lidová republika
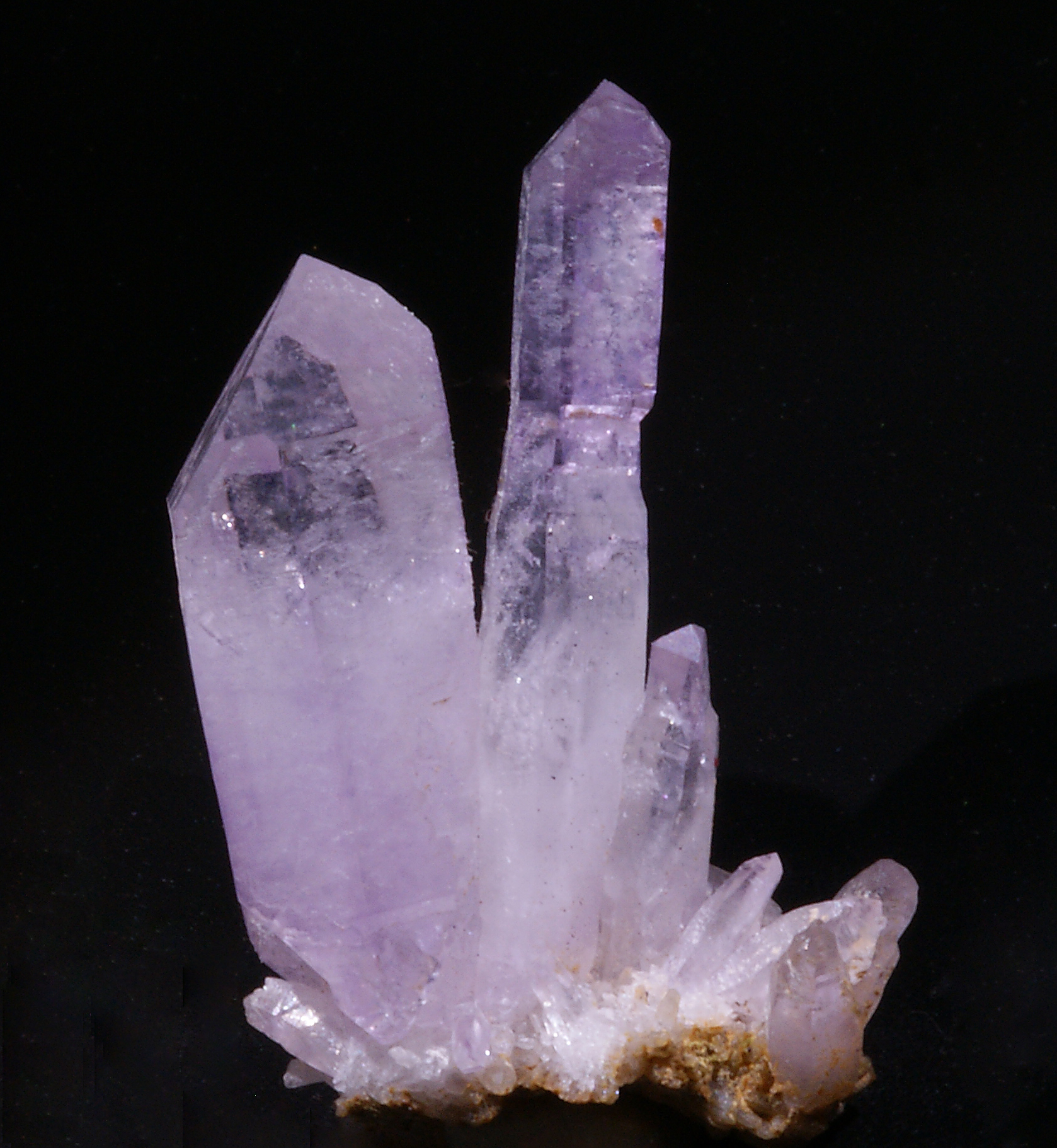
Ametystová drúza, Veracruz, Guerrero, Mexiko
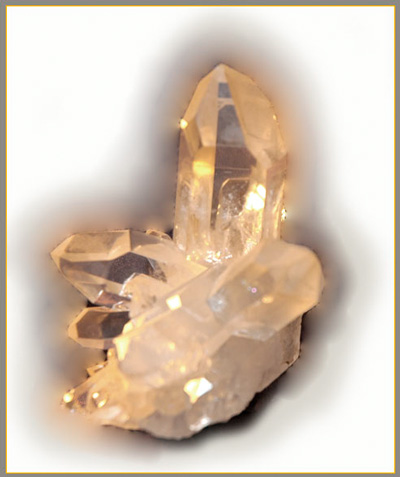
Drúza horského křišťálu, severní Ural, Ruská federace
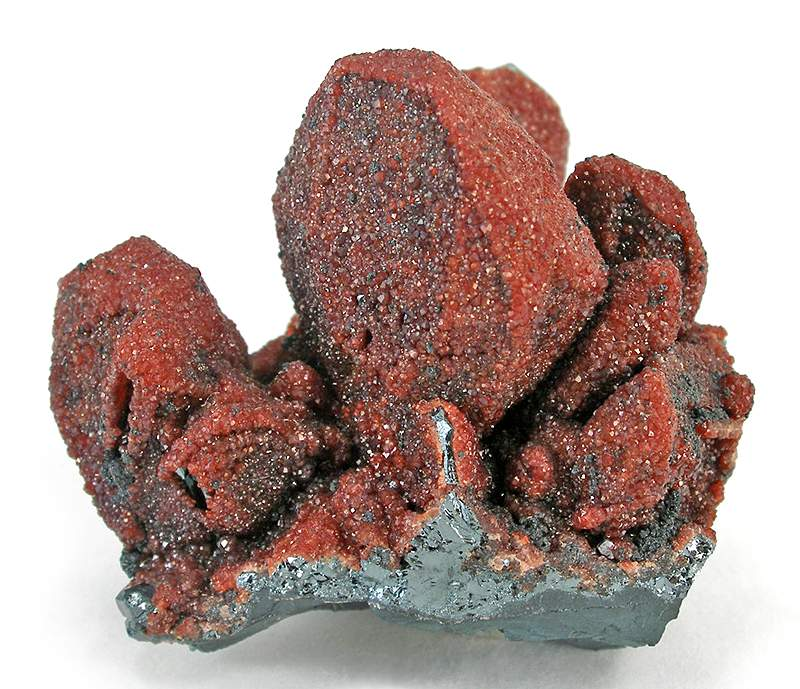
Hematit s andraditem, Důl Wessels, provincie Severní Kapsko, Jihoafrická republika
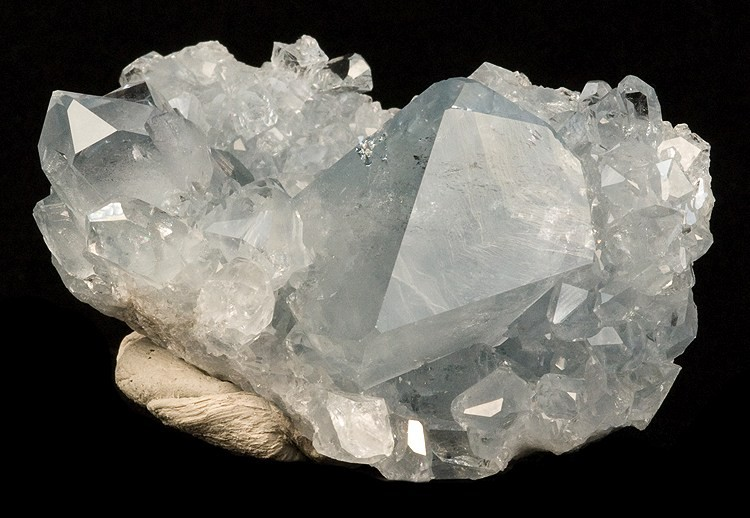
Celestin, Katsepy, provincie Mahadjanga, Madagaskar